# Vermilion (singolo)
Vermilion è un singolo del gruppo musicale statunitense Slipknot, pubblicato il 5 ottobre 2004 come secondo estratto dal terzo album in studio Vol. 3: (The Subliminal Verses).

## Descrizione
Il testo parla dell'amore provato per una donna (può essere interpretata come la stessa sensazione di rabbia che traspare nei toni duri della canzone), che però non può essere raggiunta.
Del brano esiste anche una seconda parte, intitolata Vermilion Pt. 2. Presente anch'esso nella lista tracce di Vol. 3: (The Subliminal Verses), il brano è stato pubblicato come singolo promozionale nel 2004.

## Video musicale
Il videoclip è stato diretto da Tony Petrossian e dal percussionista del gruppo Shawn Crahan.

## Tracce
CD promozionale (Europa)
1. Vermilion (Single Mix) – 3:59
2. Vermilion (Full-Length Single Mix) – 5:17

CD promozionale (Stati Uniti)
1. Vermilion (Edit) – 3:59
2. Vermilion (Album Version) – 5:17
3. Vermilion Pt.2 – 3:44

CD singolo (Europa)
1. Vermilion (Single Mix) – 3:59
2. Scream – 4:30
3. Vermilion (Full-Length Single Mix) – 5:17

CD maxi-singolo (Europa, Giappone)
1. Vermilion (Single Mix) – 4:14
2. Scream – 4:30
3. Danger - Keep Away (Full-Length Version) – 7:53
4. Vermilion (Video) – 4:25

7" (Europa)
- Lato A

1. Vermilion – 4:14

- Lato B

1. Scream – 4:30

## Formazione
- (#1) Joey – batteria, missaggio
- (#0) Sid – giradischi
- (#2) Paul – basso, cori
- (#4) James – chitarra
- (#6) Clown – percussioni, cori
- (#7) Mick – chitarra
- (#3) Chris – percussioni, cori
- (#5) 133 – campionatore, tastiera
- (#8) Corey – voce

## Classifiche
| Classifica (2004)             | Posizione massima |
| ----------------------------- | ----------------- |
| Germania                      | 74                |
| Regno Unito                   | 31                |
| Regno Unito (rock & metal)    | 2                 |
| Spagna                        | 16                |
| Stati Uniti (alternative)     | 17                |
| Stati Uniti (mainstream rock) | 14                |